# Amerila bauri
Amerila bauri là một loài bướm đêm thuộc phân họ Arctiinae, họ Erebidae.